# گورستان تنگ حنا
گورستان تنگ حنا مربوط به سده‌های متاخر دوران‌های تاریخی پس از اسلام است و در شهرستان خرم بید، بخش مشهد مرغاب، ابتدای تنگ حنا واقع شده و این اثر در تاریخ ۲۶ اسفند ۱۳۸۶ با شمارهٔ ثبت ۲۱۸۹۵ به‌عنوان یکی از آثار ملی ایران به ثبت رسیده است.